# 67 (группа)
67 — английская дрилл-группа, в состав которой входят LD, Monkey, Dimzy, Liquez, ASAP и SJ.
Наиболее известны своим треком «Lets Lurk», вышедшим в 2016 году. Тогда же были номинированы на звание «лучший новичок» на церемонии MOBO Awards.
Группа была названа «преступной группировкой» лондонской полицией, и их первый тур по Великобритании был отменён.

## История
67 сформировались в Брикстон Хилле, Южный Лондон, в 2014 году. Они наиболее известны своим треком «Lets Lurk» 2016 года с участием Гиггза, занявшим 66-е место в британском чарте синглов инструментальный бит на который был использован Биг Шаком в его пародийном треке «Man’s Not Hot» 2017 года.

## Проблемы с законом
В 2014 году Scribz / LD был обвинён в антисоциальном поведении, что запретило ему записывать и исполнять музыку в течение двух лет. В 2017 году он был приговорён к лишению свободы за владение холодным оружием. Группа была названа «преступной группировкой» полицией и их первый тур по Великобритании был отменён. В июле 2018 года Dimzy распространил открытое письмо, обвинив полицию и СМИ в создании «козла отпущения» из их музыки.

## Награды
- Номинация «лучший новичок» на церемонии MOBO 2016.[12]

## Участники
Текущие участники
- LD (Кассиэль Вута-Оффей — родился 9 апреля 1992 года) он же Scribz (роуднейм был взят после того, как ему был вынесено наказание, запрещающее выпускать музыку)
- Dimzy (Стив Мубама — родился 21 мая 1993 года)
- Monkey (Ллойд Ашампонг — родился 23 мая 1994 года)
- Liquez (Мелик Гарравэй — родился 29 сентября 1996 года)
- A.S.A.P (Малики Мартин — родился 24 апреля 1995 года)
- SJ (Джошуа Амон)
- PR SAD (Андре Флеминг — родной брат R6)

Y.67, молодые участники
- R6 (Мохаммед Джаллох - родной брат PR SAD)
- ST
- Itch
- Y.SJ
- Claimar (он же CL)
- Giant

Бывшие участники
- Scribz (Кассиэль Вута-Оффей — родился 9 апреля 1992 года)
- C Rose
- Doggy
- Ghost (он же G.H.)
- Hoopz
- Kizzy
- M Skeng
- Mally
- Marrow
- Mischief (он же Misch Mash, Misch)
- Mental K
- Papi
- Pulla
- Rocko (он же Rocco)
- Savage (он же K-Trap)
- Skeng
- Skrr
- Smallz
- Smoski
- Snoopy
- Ssav
- Suske
- Squeezy
- Ttrap
- Young Scribz

## Дискография
Микстейпы
- 67 The Mixtape (2015)
- In Skengs We Trust (2015)
- Lets Lurk (2016)
- Glorious Twelfth (2017)
- The 6 (2018)